# Rosyjskie brygady pancerne i zmechanizowane
Rosyjskie brygady pancerne i zmechanizowane – ogólnowojskowe związki taktyczne Sił Zbrojnych Federacji Rosyjskiej.

## Charakterystyka
Z dniem 2 listopada 1993  w Siłach Zbrojnych Federacji Rosyjskiej uruchomiony został proces przeformowania wydzielonych dywizji ogólnowojskowych w brygady (utrzymywały status związków taktycznych). Pod koniec 1993 w skład sił szybkiego reagowania włączono 74., 131 oraz 136 Brygadę Zmechanizowaną. Do formowania brygad wykorzystywano w terminie późniejszym bazy uzbrojenia i sprzętu.
Do 1 grudnia 2009 na bazie: 4, 5, 10, 21 Dywizji Pancernej i 6 BSU sformowano lub przeformowano 4., 5., 6. i 7 Brygadę Pancerną; przeformowano utrzymywane w 2008 roku 15., 27., 74., 131., 136., 138., 200. i 205 Brygadę Zmechanizowaną. Na bazie likwidowanych dywizji oraz w oparciu o 13., 25. i 37 Bazę Sprzętu i Uzbrojenia sformowano 23 samodzielne brygady zmechanizowane.
We wrześniu 2009 zmodyfikowany etat brygady pancernej i zmotoryzowanej Etat BPanc i BZmot różnił się odwrotną proporcją bz i bcz, mniejszą liczbą czołgów w bcz, brakiem jednego dywizjonu artylerii samobieżnej oraz dywizjonu artylerii przeciwpancernej w BPanc. W 2010 podjęto decyzję o utworzeniu dodatkowych sześciu brygad zmotoryzowanych podporządkowanych reaktywowanym dowództwom 29 Armii we Wschodnim OW, 6 Armii w Zachodnim OW, oraz 49 Armii w Południowym OW.

## Struktura organizacyjna
W latach 1996–2008:
- dowództwo brygady
- 3 (1) bataliony zmechanizowane
- 1 (3) batalion czołgów
- batalion rozpoznawczy
- dywizjon artylerii samobieżnej
- dywizjon artylerii rakietowej
- dywizjon artylerii przeciwlotniczej
- batalion łączności
- batalion saperów
- batalion zaopatrzenia
- batalion remontowy
- kompania medyczna

## Lista brygad zmechanizowanych i pancernych
| Rosyjskie brygady ogólnowojskowe w 2009                    | Rosyjskie brygady ogólnowojskowe w 2009 |
| Nazwa brygady                                              | Stacjonowanie                           |
| ---------------------------------------------------------- | --------------------------------------- |
| 4 Gwardyjska Kanatamirowska BPanc                          | Naro-Fominsk                            |
| 5 Gwardyjska Dońsko-Budapesztańska BPanc                   | Stacja Dywizjonnaja                     |
| 5 Gwardyjska Tamańska BZmot                                | Albino/Kalininiec                       |
| 6 Gwardyjska Częstochowska BPanc                           | Mulino                                  |
| 8 Gwardyjska Szawlińska BZmot                              | Szali                                   |
| 9 Gwardyjska BZmot im. Aleksandra Matrosowa                | Mulino                                  |
| 15 Gwardyjska Berlińska BZmot                              | Czernorieczje/Roszynskij                |
| 17 Gwardyjska BZmot                                        | Borzia                                  |
| 18 Gwardyjska Jewpatoryjska BZmot                          | Chankała                                |
| 19 Woronesko-Szumlińska BZmot                              | Władykaukaz                             |
| 20 Gwardyjska Przykarpacko-Berlińska BZmot                 | Wołgograd                               |
| 21 Gwardyjska Omsko-Nowobugska BZmot                       | Tockoje                                 |
| 23 Gwardyjska Pietrukowska BZmot                           | Kriaż/Samara                            |
| 25 Gwardyjska Sewastopolska BZmot im. Strzelców Łotewskich | Władimirskij Łagier                     |
| 27 Gwardyjska Sewastopolska BZmot                          | Widnoje4                                |
| 28 Symferopolska Brygada Zmotoryzowana                     | Jekaterynburg                           |
| 32 LeningradzkoPawłowska Brygada Zmotoryzowana             | Szyłowo                                 |
| 35 Gwardyjska Wolgogradzko-Kijowska BZmot                  | Alejsk                                  |
| 36 Gwardyjska Łozowska BZmot                               | Borzia                                  |
| 37 Gwardyjska Tacyńska BZmot                               | Kiachta                                 |
| 38 Gwardyjska BZmot                                        | Jekatierinosławka                       |
| 39 Brygada Zmotoryzowana                                   | Chomutowo                               |
| 57 Gwardyjska Krasnogrodzka BZmot                          | Bikin                                   |
| 59 Brygada Zmotoryzowana                                   | Siergiejewka                            |
| 60 Samodzielna BZmot                                       | Lipowcy                                 |
| 64 Brygada Zmotoryzowana                                   | Chabarowsk                              |
| 69 Świrsko-Pomorska Brygada Osłony                         | Babstowo                                |
| 7 Gwardyjska Brygada Pancerna                              | Czebarkul                               |
| 70 Brygada Zmotoryzowana                                   | Ussuryjsk                               |
| 73 Brygada Zmotoryzowana                                   | Erywań                                  |
| 74 Gwardyjska Zwienogrodzko-Berlińska BZmot                | Jurga                                   |
| 76 Brygada Zmotoryzowana                                   | Giumri                                  |
| 136 Gwardyjska UmańskoBerlińska BZmot                      | Bujnaksk                                |
| 138 Gwardyjska Krasnosiełska BZmot                         | Kamienka                                |
| 200 Gwardyjska Peczengska BZmot                            | Peczenga                                |
| 205 Kozacka BZmot                                          | Budionnowsk                             |